# 奧沃
奧沃是西非國家尼日利亞的城鎮，由翁多州負責管轄，位於該國西南部貝寧城和伊費之間的農業中心，貿易的農產品有甘薯、木薯、玉米、秋葵、胡椒、可可、棉花，2007年人口296,915。